# Suissetec
suissetec (vollständige offizielle Bezeichnung deutsch Schweizerisch-Liechtensteinischer Gebäudetechnikverband, französisch Association suisse et liechtensteinoise de la technique du bâtiment, italienisch Associazione svizzera e del Liechtenstein della tecnica della costruzione, rätoromanisch Associaziun svizra e liechtensteinaisa da la tecnica da construcziun) ist ein Branchenverband für die Gebäudetechnik in der Schweiz und in Liechtenstein.
Der Verband mit rund 3500 Mitgliedern vertritt Organisationen aus den Branchen Spenglerei/Gebäudehülle, Heizungs-, Lüftungs- und Klimatechnik, Gas- und Wasser-Installationstechnik.
Der Verband entstand 2003 durch Fusion des Schweizerischen Spenglermeister- und Installateuren-Verbandes (SSIV), dessen Geschichte bis 1891 zurückgeht, mit dem Verband Schweizerischer und Liechtensteinischer Heizungs- und Lüftungsfirmen (VSHL / Clima Suisse).

## Tätigkeit
Haupttätigkeit ist die Förderung der Gebäudetechnikberufe und setzt sich für mehr Energieeffizienz und Nachhaltigkeit in der Gebäudetechnikbranche ein.
Der Verband ist parteipolitisch unabhängig und vertritt alle Stufen der Wertschöpfungskette. Somit sind die Mitglieder einerseits ausführende Betriebe, Planer, Hersteller oder Lieferanten im Gebäudetechnikbereich. Suissetec befasst sich mit folgenden Themen:
- Bautechnologie
- Bildungspolitik
- Umwelt- und Energiepolitik
- Normen und Richtlinien im Bauwesen
- Wirtschaftspolitik

## Organisation
Der Verband zählt 26 Sektionen. Die Mitgliedsunternehmen generieren derzeit einen Gesamtumsatz von rund CHF 5,9 Milliarden. Suissetec ist als Verein im Handelsregister eingetragen und betreibt eigene Geschäftsstellen in Zürich, Colombier NE und Manno TI.
Für den Bereich der Grund- und Höheren Berufsbildung unterhält der Verband zwei Bildungszentren in Lostorf und Colombier; hier werden neue Bildungsgänge wie beispielsweise der Energieberater Gebäude angeboten.